# Prowincja Alto Amazonas
Prowincja Alto Amazonas – prowincja w regionie Loreto w Peru, ze stolicą w Yurimaguas. Powstała 7 lutego 1866 roku.

## Podział prowincji
Prowincja Alto Amazonas dzieli się na sześć dystryktów:
- Yurimaguas,
- Balsapuerto,
- Jeberos,
- Lagunas,
- Santa Cruz,
- Teniente César López Rojas, z siedzibą władz dystryktu w Shucushyacu.